# Російська громадянська допоміжна поліція
Російська цивільна допоміжна поліція - це підрозділ допоміжної поліції, який був створений у Севастополі відразу після окупації міста німецькими військами у липні 1942 року.
Очолив її поліцмейстер Б. У. Кормчинов-Некрасов, формально підпорядкований бургомістру М. Мадатову. Коли до міста прибув підрозділ поліції безпеки та СД на чолі з оберштурмбаннфюрером Фріком, із допоміжної поліції було виділено слідчо-розшукову частину, або кримінальну поліцію (вона називалася також "російська допоміжна поліція безпеки"). Вона була підпорядкована Фріку і активно залучалася до знищення єврейського населення, а також репресій проти парт-радянського активу. У 1942 році у її складі служили 120 осіб, у 1944 році - близько 300 осіб.
В окупованому Криму до листопада 1942 року було створено 8 шуцманшафт- батальйонів: 147-й і 154-й — у Сімферополі, 148-й — у Карасубазарі, 149-й — у Бахчисараї, 150-й — у Ялті. в Алушті, 152-й - у Джанкої, 153-й - у Феодосії. Хоча більшість особового складу цих підрозділів було набрано з кримських татар, у деяких із батальйонів служили і росіяни. За формування кримських підрозділів відповідали, зокрема, російські колабораціоністи, у тому числі майбутній командувач військово-повітряних сил РОА Ст. І. Мальцев.
Дослідник кримського підпілля Станіслав Славич характеризує роботу допоміжної поліції наступним чином: "Постійні контрольні пости були на виїзді з Ялти, біля гурзуфської будки, біля Алушти, на перевалі та при в'їзді до Сімферополя. На кожному могли зупинити та обшукати машину. Крім цих постів німці час від часу виставляли застави у найнесподіваніших місцях. А ще — моторизовані патрулі, місцеві поліцаї та ці ланцюгові пси-добровольці, які пішли зі зброєю в руках служити гітлерівцям і вирізнялися особливою жорстокістю. Цих, "своїх", перехитрити було важче, ніж німців чи румунів. Ці знали всі хитрощі".